# Otonyctomys hatti
Otonyctomys hatti (Anthony, 1932) è un roditore della famiglia dei Cricetidi, unica specie del genere Otonyctomys (Anthony, 1932), diffuso nell'America centrale.

## Descrizione

### Dimensioni
Roditore di piccole dimensioni, con la lunghezza della testa e del corpo tra 90 e 116 mm, la lunghezza della coda tra 97 e 127 mm, la lunghezza del piede tra 21 e 23 mm, la lunghezza delle orecchie tra 14 e 15 mm e un peso fino a 36 g.

### Caratteristiche craniche e dentarie
Il cranio presenta un rostro corto e sottile, le arcate zigomatiche sono compresse e le bolle timpaniche notevolmente ingrossate. I molari sono ridotti.
Sono caratterizzati dalla seguente formula dentaria:

### Aspetto
Le parti dorsali variano dal bruno-rossiccio al marrone chiaro, la groppa è più scura, i fianchi sono fulvi mentre le parti ventrali sono bianche con dei riflessi color crema. Il muso è corto, gli occhi sono grandi e circondati da due anelli nerastri che si estendono anteriormente fino ai lati del muso dove sorgono le vibrisse. Le orecchie sono corte ed arrotondate. Il dorso dei piedi è bianco con dei riflessi giallognoli. La coda è lunga quanto la testa ed il corpo, è tozza, uniformemente marrone scura e termina con un ciuffo di lunghi peli. Le femmine hanno due paia di mammelle inguinali. Il cariotipo è 2n=50 FN=62.

## Biologia

### Comportamento
È una specie arboricola e notturna. Si sposta solitamente a circa 1-2 metri dal suolo e costruisce i nidi nelle cavità tra i grossi rami degli alberi.

### Alimentazione
Si nutre di foglie e frutta.

### Riproduzione
Una femmina con tre cuccioli è stata catturata a giugno, mentre femmine che allattavano sono state osservate a febbraio.

## Distribuzione e habitat
Questa specie è endemica della Penisola dello Yucatán, del Belize e del Guatemala settentrionale.
Vive nelle foreste tropicali fino a 250 metri di altitudine. Talvolta è presente anche negli edifici.

## Conservazione
La IUCN Red List, considerata l'ampia diffusione, la tolleranza a diversi tipi di habitat, la popolazione presumibilmente numerosa e la presenza in diverse aree protette, classifica O.hatti come specie a rischio minimo (Least Concern).